# Goldstrichellori
Der Goldstrichellori (Charmosynopsis pulchella, Synonym: Charmosyna pulchella) ist ein Papagei aus der Gattung der Zierloris, der auch als Ziervogel gehalten wird.

## Lebensraum
Die Goldstrichelloris leben auf Neuguinea in Paaren oder Gruppen mit 15 oder mehr Individuen auf Baumkronen, häufig im Verein mit anderen Loriarten, beispielsweise dem Josephinenlori. Sie bewohnen hauptsächlich Bergwälder bzw. die Ränder von Wäldern und Sekundärwäldern. Ihr bevorzugter Lebensraum sind Berge zwischen 500 und 1800 m, aber auch im Flachland fühlen sie sich wohl.

## Aussehen und Namensherkunft
Der Goldstrichellori ist 18 cm lang und wiegt zwischen 24 und 34 g. Sein Kopf ist dunkelrot, seine Flügel sind grün und sein Körper hat dunkelrote Federn. Die namengebenden goldenen Strichel befinden sich unterhalb seines Halses. Der Schwanz weist dunkelrote, gelbe, rote und orange Federn auf. Der Schnabel und die Füße sind ebenfalls orange.
Der Goldstrichellori hat seinen Namen von den goldgelben Strichen auf seinem Gefieder unter dem Hals.
Goldstrichelloris ernähren sich wie alle Loris von Pollen und Nektar.

## Systematik
Bisher sind zwei Unterarten bekannt:
- Charmosynopsis pulchella pulchella (G. R. Gray, 1859)
- Charmosynopsis pulchella rothschildi (Hartert, E, 1930)